# Terramesnil
Terramesnil é uma comuna francesa na região administrativa de Altos da França, no departamento de Somme. Estende-se por uma área de 2,66 km². Em 2010 a comuna tinha 317 habitantes (densidade: 119,2 hab./km²).